# Sony Ericsson W910i
Sony Ericsson W910i — музыкальный телефон, слайдер. W910i был анонсирован 14 июня 2007 года как фирменный телефон из серии Walkman с плеером Walkman 3.0. Он поддерживает функцию shake control, позволяющую переключать музыкальные треки, встряхивая телефон.
W910 доступен в 6 цветовых вариантах: «Hearty Red», «Noble Black», «Havana Bronze», «Prime Silver», «Lipstick Pink» and «Silky White». Может проигрывать FM-радио с функцией RDS и сервисом TrackID от GraceNote.
14 февраля 2008 года W910 получил награду «Best Handset 2008».

## Общие характеристики
| Диапазоны частот           | GSM 850/900/1800/1900, EDGE, UMTS 2100, HSDPA 2100                                            |
| Тип корпуса                | слайдер                                                                                       |
| Антенна                    | встроенная                                                                                    |
| Вес                        | 86 г                                                                                          |
| Размеры                    | 104x45x10 мм                                                                                  |
| Звонки                     |                                                                                               |
| Тип мелодий                | 64-голосная полифония, плеер Walkman 3.0 (MP3/AAC/WMA/WAV)                                    |
| Связь                      |                                                                                               |
| Интерфейсы                 | USB 2.0, Bluetooth 2.0                                                                        |
| Доступ в интернет          | WAP 2.0, GPRS, Class 32, HSCSD, HTML-браузер, E-mail клиент, WAP 2.0/xHTML, HTML (Opera mini) |
| Экран                      |                                                                                               |
| Тип экрана                 | 2.4" TFT LCD                                                                                  |
| Размер изображения         | 240x320 пикс.                                                                                 |
| Мультимедийные возможности |                                                                                               |
| Встроенная камера          | Фото: 2 MP; Видео: 320x240 15 fps MP4                                                         |
| Тип аккумулятора           | Li-Ion                                                                                        |
| Ёмкость аккумулятора       | 920 мАч                                                                                       |
| Время разговора            | до 9 часов                                                                                    |
| Время ожидания             | до 400 часов                                                                                  |
| Органайзер                 | будильник, калькулятор, планировщик задач, часы, календарь, диктофон                          |